# Alberto de Angelis
Alberto de Angelis (* 4. September 1885 in Rom; † 2. Februar 1965 ebenda) war ein italienischer Musikjournalist und Musikschriftsteller.

## Leben und Werk
Alberto de Angelis ist der Verfasser einiger Musikerbiografien wie beispielsweise derjenigen über den Kastratensänger Domenico Mustafà (1829–1912, Domenico Mustafa – La Cappella Sistina e la Società Musicale Romana). Er war auch Autor des Musikerlexikons L’Italia musicale d'oggi (Rom 1918, 21922, 31928). Neben zahlreichen Zeitschriftenbeiträgen schrieb er Il Teatro Alibert o delle dame (1717–1863): nella Roma papale (Tivoli 1951).